# Красавицата и Звяра (филм, 1991)
Вижте пояснителната страница за други значения на Красавицата и звярът.
Красавицата и Звяра (на английски: Beauty and the Beast) е американски анимационен музикален романтичен филм, продуциран от Уолт Дисни Фичър Анимейшън и реализиран от Уолт Дисни Пикчърс през 1991 г. Това е 30-ият пълнометражен анимационен филм на Дисни и третият, част от ерата Дисни Ренесанс. Базиран е на едноименната приказка от Жан-Мари Льопренс дьо Бомон (която е кредитирана само във френската версия на филма) и върху идеи от едноименния френски игрален филм от 1946 г., режисиран от Жан Кокто. Филмът дава началото на едноименния франчайз. Красавицата и Звяра се фокусира върху връзката между Звяра (озвучен от Роби Бенсън), принц, който заради магия се превръща в чудовище и слугите му в домакински предмети като наказание за неговата арогантност, и Бел (озвучена от Пейдж О'Хара), млада жена, която той затваря в замъка си. За да разруши проклятието, Звяра трябва да се научи да обича Бел и да спечели любовта ѝ в замяна, преди да падне последното венчелистче от омагьосана роза, иначе той ще остане чудовище завинаги. Филмът включва и гласовете на Ричард Уайт, Джери Орбач, Дейвид Огдън Стиърс и Анджела Лансбъри.
За първи път Уолт Дисни се опитва да адаптира Красавицата и звяра в пълнометражен анимационен филм през 30-те и 50-те години на миналия век, но не успява. След успеха на Малката русалка, Уолт Дисни Пикчърс решава да адаптира приказката, която Ричард Пардъм първоначално замисля като немузикален филм. В крайна сметка председателят на Дисни Джефри Каценберг отхвърля идеята на Пардъм и разпорежда филмът да бъде музикален, подобно на Малката русалка. Филмът е режисиран от Гари Трусдейл и Кърк Уайз в техния режисьорски дебют, със сценарий от Линда Улвъртън. Текстописецът Хауърд Ашман, който е и изпълнителен продуцент, и композиторът Алан Менкен създават песните във филма.
Премиерата на Красавицата и Звяра като незавършен филм е на 29 септември 1991 г. по време на Филмовия фестивал в Ню Йорк, а официалната премиера е на 13 ноември 1991 г. С бюджет от 25 милиона долара, филмът събира приходи в размер на 331 милиона долара от световния боксофис, като е посрещнат с признание от критиката заради романтичния си разказ, анимация (особено сцената в балната зала), герои и музикални изпълнения. Красавицата и Звяра печели награда Златен глобус за най-добър филм – мюзикъл или комедия и така става първият анимационен филм, който някога е печелил тази категория. Също така това е първият анимационен филм, номиниран за награда Оскар за най-добър филм на 64-те награди, където печели награди в категориите най-добра оригинална музика и най-добра оригинална песен и получава допълнителни номинации за най-добър звук. През април 1994 г. Красавицата и Звяра става първият анимационен филм на Дисни, адаптиран в мюзикъл на Бродуей.
IMAX версията на филма е пусната през 2002 г. През същата година филмът е избран за съхранение в Националния филмов регистър на САЩ от Библиотеката на Конгреса като „културно, исторически или естетически значим“. След успеха от преиздаването на Цар лъв в 3D, филмът е преиздаден също в 3D формат през 2012 г. Премиерата на игралната адаптация, режисирана от Бил Кондон, е на 17 март 2017 г.

## Сюжет
Магьосница, маскирана като стара просякиня, пристига в замъка и предлага роза на жесток и егоистичен принц в замяна на подслон. Когато той отказва, тя разкрива истинската си самоличност. За да накаже принца за неговата грубост, магьосницата го превръща в звяр, а слугите му – в домакински предмети. Тя прави заклинание върху розата и казва на принца, че заклинанието може да бъде разрушено само ако той се научи да обича друг и да спечели любовта на този човек преди падането на последното венчелистче, или в противен случай той ще остане звяр завинаги.
Много години по-късно, в близкото село, обичащата книги и независима млада жена на име Бел мечтае за приключения и иска повече от това, което селото може да ѝ предложи. Като такава тя е възприемана като аутсайдер от селяните. Нейният външен вид привлича вниманието на Гастон, невъзпитан и нарцистичен ловец, както и неговия тромав помощник Лефу. На път за панаир, за да демонстрира най-новото си изобретение, бащата на Бел и изобретател, Морис се губи в гората и търси убежище в замъка на Звяра, но Звяра го затваря заради постъпката му. Когато конят на Морис, Филип, се връща без него, Бел се осмелява и тръгва да го търси и го намира заключен в подземието на замъка. Звяра се съгласява да я остави да заеме мястото на Морис.
Бел се сприятелява с кралските служители на замъка: свещника Люмиер, часовника Когсуърт, чайника г-жа Потс и сина ѝ чаената чаша Чип. Те я канят на грандиозна вечеря. Когато тя се скита в забраненото западно крило и открива розата, това привлича вниманието на Звяра, който яростно ѝ заповядва да излезе. Страхувайки се за живота си, тя бяга от замъка и стига до гората, но е обградена от глутница гладни вълци, но Звяра я спасява. В битката с вълците той е ранен. Докато Бел лекува нараняванията му, между тях възниква разбирателство. С течение на времето те развиват по-близки отношения. Междувременно Морис се връща в селото и се опитва да убеди жителите в ситуацията, в която Бел се намира, но бива отхвърлен като луд стар глупак. Изслушвайки твърденията на Морис за Звяра, Гастон измисля план за това как да накара Бел да се омъжи за него; той подкупва мосю Д'Арк, надзирател на лудницата, за да затворят Морис като лунатик. Преди да успеят обаче, Морис заминава за замъка, за да се опита сам да спаси дъщеря си.
След като споделя танц със Звяра, Бел използва вълшебно огледало, което ѝ позволява да види всичко, за да намери баща си. Тя го открива болен и изгубен в гората. Звяра я освобождава, за да спаси Морис, като ѝ дава огледалото за спомен. След като Бел отвежда баща си в селото, гневна тълпа, водена от Гастон, Лефу и мосю Д'Арк, пристига, за да хване Морис. Опитвайки се да докаже, че Морис не е луд, Бел използва огледалото, за да разкрие Звяра пред хората. Осъзнавайки, че Бел обича Звяра, Гастон я хвърля в мазето с баща ѝ. Той събира селяните, за да го последват до замъка, за да убие Звяра. С помощта на Чип, пристигнал в дома им като пътник, и машината за цепене на дърва на Морис, Морис и Бел се измъкват и след това се втурват обратно към замъка.
По време на битката слугите на Звяра отблъскват селяните и Лефу. Гастон атакува Звяра в кулата, който е твърде съкрушен от напускането на Бел, за да отвърне на удара, но възвръща духа си, когато я вижда да се завръща. Той побеждава Гастон, но пощадява живота му, преди да се събере с Бел. Гастон обаче намушква с нож Звяра, но губи равновесие, което го кара да падне от покрива, намирайки смъртта си. Звяра умира в ръцете на Бел от раните си, преди да падне последното венчелистче. Просълзена, Бел сподела любовта си към него и заклинанието се разрушава, съживявайки Звяра и възстановявайки човешката му форма заедно с всичките му слуги в замъка му. Принцът и Бел организират бал за кралството, на който танцуват щастливо.

## Актьори
- Пейдж О'Хара – Бел, млада жена, обичаща книгите, която търси приключения и предлага собствената си свобода на Звяра в замяна на тази на баща си. В усилията си да подобрят характера от оригиналната история, създателите на филма смятат, че Бел трябва да „не знае“ за собствената си красота и я правят „малко странна“.[11] Уайз си спомня кастинга на О'Хара заради „уникалния тембър“, който има, „тип малко Джуди Гарланд“, след чиято поява е моделирана героинята.[12] Джеймс Бакстър и Марк Хен са главните аниматори на Бел.
- Роби Бенсън – Звяра, млад принц, който като наказание за своята арогантност е превърнат от магьосница в говорещ звяр. Аниматорите го рисуват със структурата на главата и рогата на американски бизон, ръцете и тялото на мечка, веждите на горила, челюстите, зъбите и гривата на лъв, бивните на дива свиня и краката и опашка на вълк. Крис Сандърс, един от художниците на сториборда на филма, изготвя проекти за Звяра, базирани на птици, насекоми и риби, преди да излезе с нещо близо до окончателния дизайн. Глен Кийн, главният аниматор на Звяра, усъвършенства дизайна, като отива в зоопарка и изучава животните, на които Звяра е базиран.[13] Бенсън коментира: „В този герой има ярост и мъка, чувства, които никога преди това не е трябвало да пресъздавам“.[14]
- Ричард Уайт – Гастон, суетен ловец, който се бори за ръката на Бел и е решен да не позволява на някой друг да спечели сърцето ѝ. Той служи като модел на Звяра, който някога е бил егоистичен като Гастон преди трансформацията. Главният аниматор на Гастон, Андреас Дежа, е притиснат от Джефри Каценберг, за да направи Гастон красив, за разлика от традиционния външен вид на злодей на Дисни, задача, която в началото му е трудна. В началото Гастон е изобразен по-скоро като нарцисист, отколкото като злодей, но по-късно той заплашва да вкара Морис в психиатрична институция, ако Бел не се омъжи за него и в крайна сметка кара всички селяни да убият Звяра, вбесен, че Бел обича Звяра, а не него.[15]
- Джери Орбач – Люмиер, добросърдечният, но непокорен лакей с френски акцент в замъка на Звяра, който е превърнат в свещник. Той има навика да не се подчинява на строгите правила на господаря си, като понякога предизвиква напрежение помежду им, но Звяра често се обръща към него за съвет. Той е изобразен като флиртуващ, тъй като той често се среща с бърсалката на прах и веднага харесва Бел. Ник Раниери е главният аниматор на Люмиер.
- Дейвид Огдън Стиърс – Когсуърт/Разказвач, майордом, главен иконом на домакинския персонал и приятел на Люмиер, който е превърнат в часовник с махало. Той е изключително лоялен към Звяра, за да спаси себе си и всеки друг заради търканията между него и Люмиер. Уил Фин е главен аниматор на Когсуърт. Стиърс също разказва пролога.
- Анджела Лансбъри – Госпожа Потс, готвачка в замъка, превърната в чайник, която има майчинско отношение към Бел. Създателите на филма преминават през няколко имена за героинята, като например „Госпожа Лайка“, преди Ашман да предложи използването на прости и кратки имена за домакинските предмети.[13] Дейвид Пруиксма е главният аниматор на Госпожа Потс.
- Брадли Пиърс – Чип, синът на г-жа Потс, който е превърнат в чаена чаша. Първоначално има само една реплика, но създателите на филма са впечатлени от изпълнението на Пиърс и значително разширяват ролята на героя.[13] Пруиксма е главен аниматор и на Чип.
- Рекс Евърхарт – Морис, бащата на Бел. Селяните го виждат като луд заради устройствата, които конструира, за които се смята, че е невъзможно да се създадат в действителност, но верната му дъщеря вярва, че един ден ще стане известен. Рубен А. Акино служи като главен аниматор на Морис.
- Джеси Корти – Лафу, често малтретиран, но верен помощник на Гастон. Той гледа на Гастон като на свой герой и пее песен с останалите селяни, за да го развесели. Името му на френски означава „луд“, а също има и фонетична игра за „глупак“. Крис Уол служи като главен аниматор на Лефу.
- Джо Ан Уорли – Гардероб, модният авторитет в замъка и бивша оперна певица, превърната в гардероб. Гардеробът е известна като „Мадам де ла Гран Буш“ (Мадам Голямата уста) в сценичната адаптация на филма и е единственият основен омагьосан персонаж, чиято човешка форма не се появява във филма. Тони Анселмо е главният аниматор на Гардероба.
- Хал Смит – Филип, белгийският кон на Бел. Ръс Едмъндс е главен аниматор на Филип.
- Мери Кей Бергман и Кат Суси – Селски моми, три жени, които се умилкват на Гастон и ревнуват от Бел; известни са като „Глупавите момичета“ в сценичната адаптация.
- Браян Къмингс – Печка, шеф-готвачът на замъка, превърнат в печка.
- Алвин Епстейн – Продавач на книги, собственикът на книжарницата.
- Тони Джей – Мосю Д'Арк, садистичният надзирател на лудницата. Гастон го подкупва, за да помогне в плана му в изнудването на Бел.
- Алек Мърфи – Пекар, собственикът на пекарната.
- Кими Робъртсън – Четка за прах, прислужница и любимата на Люмиер, която е превърната в четка за прах. Името ѝ във филма от 1991 г. не е споменато; Бабет е името, дадено на героинята по-късно в сценичната адаптация на филма през 1994 г.; Фифи в анимационния музикален филм от 1998 г. Вълшебният свят на Бел и Плумет в игралния римейк от 2017 г.
- Франк Уелкър – Султан, домашното куче на замъка, превърнат в табуретка за крака.

## Продукция

### Ранни версии
След успеха на Снежанка и седемте джуджета през 1937 г., Уолт Дисни търси други истории, които да адаптира в пълнометражни филми, като Красавицата и Звяра е сред историите, които разглежда. Опитите да се превърне историята за Красавицата и звяра във филм са правени през 30-те и 50-те години на миналия век, но в крайна сметка са отказани, тъй като това „се оказва огромно предизвикателство“ за екипа. Питър М. Никълс заявява, че Дисни може да бъде обезсърчен от Жан Кокто, след като вече е направил своята версия от 1946 г.
Десетилетия по-късно, по време на продукцията на Кой натопи Заека Роджър през 1987 г., Дисни възкресява Красавицата и Звяра като проект за сателитното си анимационно студио, създадено в Лондон, Англия, за да работи върху Заека Роджър. На Ричард Уилямс, който режисира анимационните части на Заека Роджър, му е предложено да режисира, но отказва в полза на дългогодишния си проект The Thief and the Cobbler. На свое място Уилямс препоръча своя колега, английския режисьор на анимации Ричард Пардъм, който започва работа под ръководството на продуцента Дон Хан по немузикална версия на Красавицата и Звяра, чието действие се развива през XIX век във Франция. По заповед на главния изпълнителен директор на Дисни Майкъл Айснер Красавицата и Звяра става първият анимационен филм на Дисни, който използва сценарист. Това е необичаен производствен ход за анимационен филм, който традиционно се разработва върху сториборд, а не по сценарий. Линда Улвъртън пише оригиналния проект на историята, преди да започне работата по сториборда, и работи заедно с екипа на историята, за да разработи филма.

### Пренаписване на сценария и музикално оформление
След като вижда първоначалния сториборд през 1989 г., председателят на Уолт Дисни Студиос Джефри Каценберг нарежда материалите до момента да бъдат бракувани и да се започне работата отначало. Няколко месеца след като започва работата отново, Пардъм подава оставка като режисьор. Студиото се обръща към Джон Мъскър и Рон Клемънтс, които да режисират филма, но те отказат предложението, заявявайки, че са „уморени“, след като току-що са приключили режисурата по Малката русалка. Тогава Дисни наема за първи път режисьорите Кърк Уайз и Гари Трусдейл. Освен това Каценберг отправя молба към авторите на песни Хауърд Ашман и Алан Менкен, които създават партитурата за Малката русалка, да превърнат Красавицата и Звяра в музикален филм в стил Бродуей, подобно на Русалката. Ашман, който по това време научава, че умира от усложнения от СПИН, работи с Дисни по проекта Аладин, и неохотно се съгласява да се присъедини към затруднения производствен екип. Заради влошеното здраве на Ашман, предварителната продукция на Красавицата и Звяра е преместена от Лондон в Ню Йорк, близо до дома на Ашман. Ашман и Менкен се присъединяват към Уайз, Трусдейл и Улвъртън при преработването на сценария за филма. Тъй като в оригиналната история има само два основни героя, създателите на филма ги подобряват и добавят нови герои под формата на омагьосани предмети от бита, които „добавят топлина и комедия към мрачна история“, и създават „истински злодей“ в лицето на Гастон.
Тези идеи донякъде наподобяват на елементи от френската филмова версия на Красавицата и Звяра от 1946 г., която представя образа на ухажора Авенан, донякъде подобен на Гастон, както и неодушевени предмети, оживяващи в замъка на Звяра. Анимираните предмети обаче получават различни личности във версията на Дисни. До началото на 1990 г. Каценберг одобрява преработения сценарий и работата по сториборда започва отново.

## Издаване

### Премиера
За първи път Уолт Дисни Къмпани показва недовършената версия на Красавицата и Звяра на Филмовия фестивал в Ню Йорк на 29 септември 1991 г. По време на излъчването филмът е завършен на 70%. В края на прожекцията Красавицата и Звяра получава десет минути бурни овации от публиката на филмовия фестивал. Официалната премиера на филма е на 13 ноември 1991 г., като на следващата година е прожектиран на Фестивала в Кан.

### Преиздаване
Филмът е реставриран и ремастериран за новогодишния ден, като през 2002 г. е преиздаден в кината на IMAX в специално издание, включващо нова музикална последователност.
В избрани кина е прожектиран филма на 29 септември и 2 октомври 2010 г. Включен е коментар на продуцента Дон Хан, интервюта с актьорския състав и вътрешен поглед как е създадена анимацията.
Дисни Диджитал 3D версия на филма е планирана за издаване в САЩ на 12 февруари 2010 г., но проектът е отложен. На 25 август 2011 г. Дисни обявява, че 3D версията на филма прави своя дебют в холивудския театър "Ел Капитан" от 2 до 15 септември 2011 г. Дисни харчи по-малко от 10 милиона долара за преобразуване в 3D. След успеха от преиздаването на Цар лъв в 3D, премиерата на Красавицата и Звяра в Северна Америка в 3D формат е през януари 2012 г.

### Домашна употреба
На 30 октомври 1992 г. в САЩ и Канада Уолт Дисни Хоум Видео (понастоящем известен като Уолт Дисни Студиос Хоум Ентъртейнмънт) издава филма на VHS и лазердиск като част от колекцията Уолт Дисни Класикс.
Красавицата и Звяра: Специално издание, както се нарича подобрената версия на филма, излъчена в IMAX, е издадено в „Платинено издание“ на DVD и VHS на 8 октомври 2002 г.
През 2010 г. е издадено „Диамантено издание“ на филма в DVD и Blu-Ray формат.
По случай 25-годишнината на филма, на 6 септември 2016 г., е издадено отново DVD и Blu-Ray издание. Филмът е издаден на 4К цифрово изтегляне и Ultra HD Blu-ray на 10 март 2020 г.

## В България
В България филмът първоначално започва да се разпространява в няколко издания и копия в средата на 90-те години.
На 23 октомври 2002 г. е издаден на VHS и DVD под името „Специално издание“ на Александра Видео. Във изданието на видеокасетата съдържа документален филм и музикалния клип, а на DVD изданието се състои от два диска.
На 25 октомври 2010 г. е издаден на DVD от A+Films.
На 2 март 2012 г. е издаден в 3-D формат от Форум Филм България.
На 10 февруари 2018 г. е излъчен по Кино Нова.

## Синхронен дублаж
| Роля          | Изпълнител |
| ------------- | --- |
| Бел           | Йорданка Илова |
| Звяра         | Петър Салчев |
| Гастон        | Пламен Захов (диалог) Венцислав Динов (вокал) |
| Лафу          | Кирил Бояджиев |
| Госпожа Потс  | Людмила Чешмеджиева |
| Люмиер        | Сава Пиперов |
| Когсуърт      | Георги Новаков |
| Морис         | Калин Арсов |
| Чип           | Калоян Чолаков |
| Гардероб      | Добрина Икономова |
| Четка за прах | Поликсена Костова |
| Печка         | Петър Върбанов |
| Мосю Д'Арк    | Румен Рачев |
| Блондинки     | Евгения Брайнова Дарина Кандулкова Вера Гиргинова |
| Книжар        | Димитър Иванов |
| Хлебар        | Петър Върбанов |
| Диктор        | Марин Янев |
| Други гласове | Десислава Софранова Елена Саръиванова Илия Иванов |
| Хор           | Дарина Кандулкова Евгения Брайнова Мирослава Антова Вера Гиргинова Елена Рашевска Гиргина Гиргинова Невена Лилова Йоланта Георгиева Александър Господинов Богомил Спиров Николай Петров Пламен Папазиков Атанас Сребрев Боян Василев Орлин Павлов Ваньо Димитров |

| Песен                    | Изпълнява                                                                                          |
| ------------------------ | -------------------------------------------------------------------------------------------------- |
| Бел                      | Йорданка Илова Венцислав Динов Евгения Брайнова Дарина Кандулкова Вера Гиргинова Хор-жени Хор-мъже |
| Гастон                   | Венцислав Динов Кирил Бояджиев Евгения Брайнова Дарина Кандулкова Вера Гиргинова Хор-мъже          |
| Наш гост бъди            | Сава Пиперов Людмила Чешмеджиева Хор-жени Хор-мъже                                                 |
| Нещо неочаквано          | Йорданка Илова Петър Салчев Сава Пиперов Людмила Чешмеджиева Георги Новаков                        |
| Отново човек             | Сава Пиперов Людмила Чешмеджиева Георги Новаков Добрина Икономова Хор-жени Хор-мъже                |
| Приказка една            | Людмила Чешмеджиева                                                                                |
| Към страшния замък       | Венцислав Динов Хор-жени Хор-мъже                                                                  |
| Той и тя (хорова версия) | Хор-жени Хор-мъже                                                                                  |

| Обработка                       | Александра Аудио (2002)                                    |
| ------------------------------- | ---------------------------------------------------------- |
| Режисьор на дублажа             | Елена Саръиванова                                          |
| Превод                          | Христо Дерменджиев                                         |
| Музикален режисьор              | Десислава Софранова                                        |
| Музикален асистент-режисьор     | Цветомира Михайлова                                        |
| Превод на песните               | Христо Дерменджиев Десислава Софранова Цветомира Михайлова |
| Тонрежисьори на записа          | Виктор Стоянов Петър Костов                                |
| Творчески ръководител           | Венета Янкова                                              |
| Продуцент на българската версия | Disney Character Voices International                      |